# Theologos (Thasos)

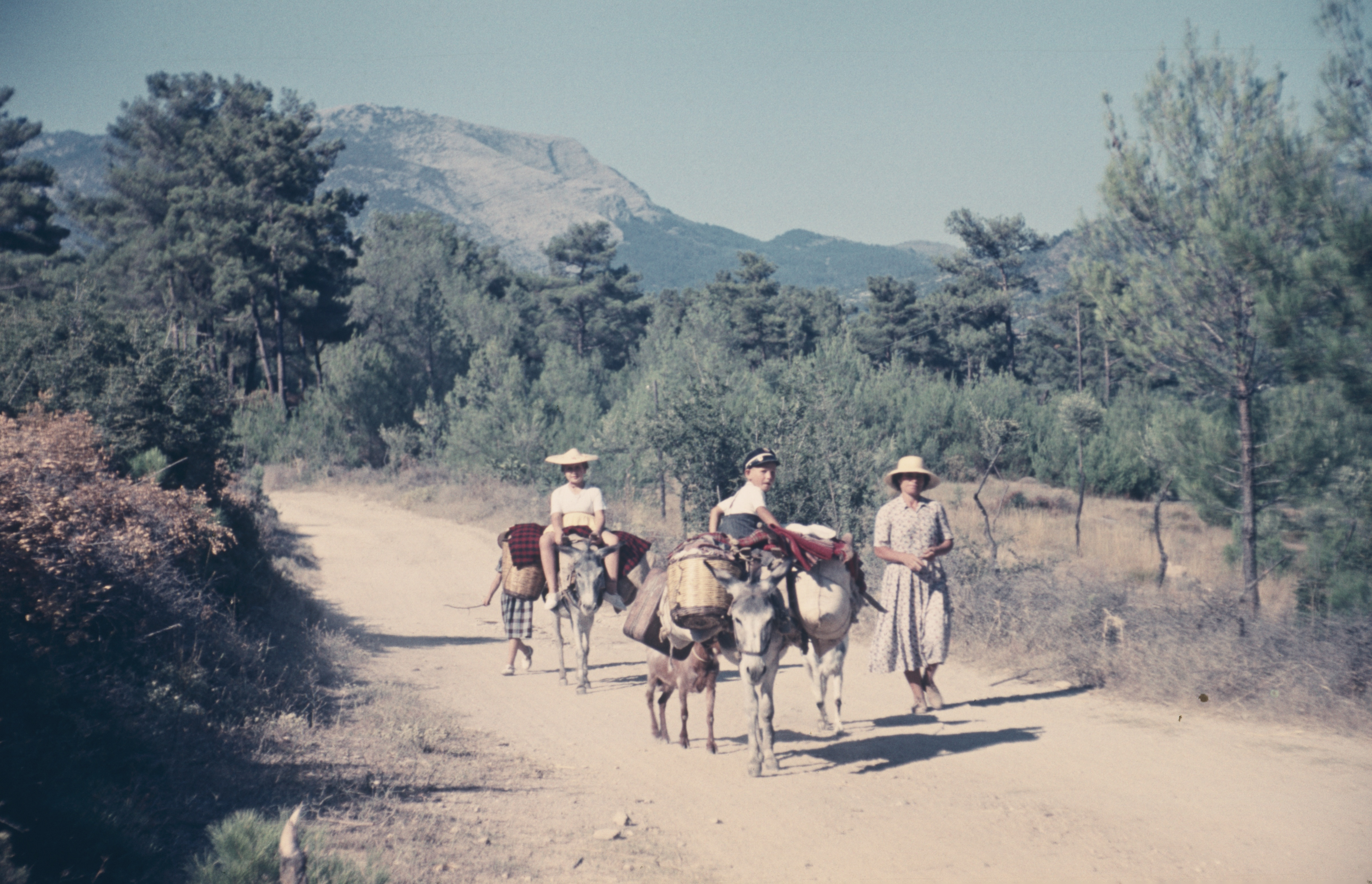
Straße nach Theologos (1957)

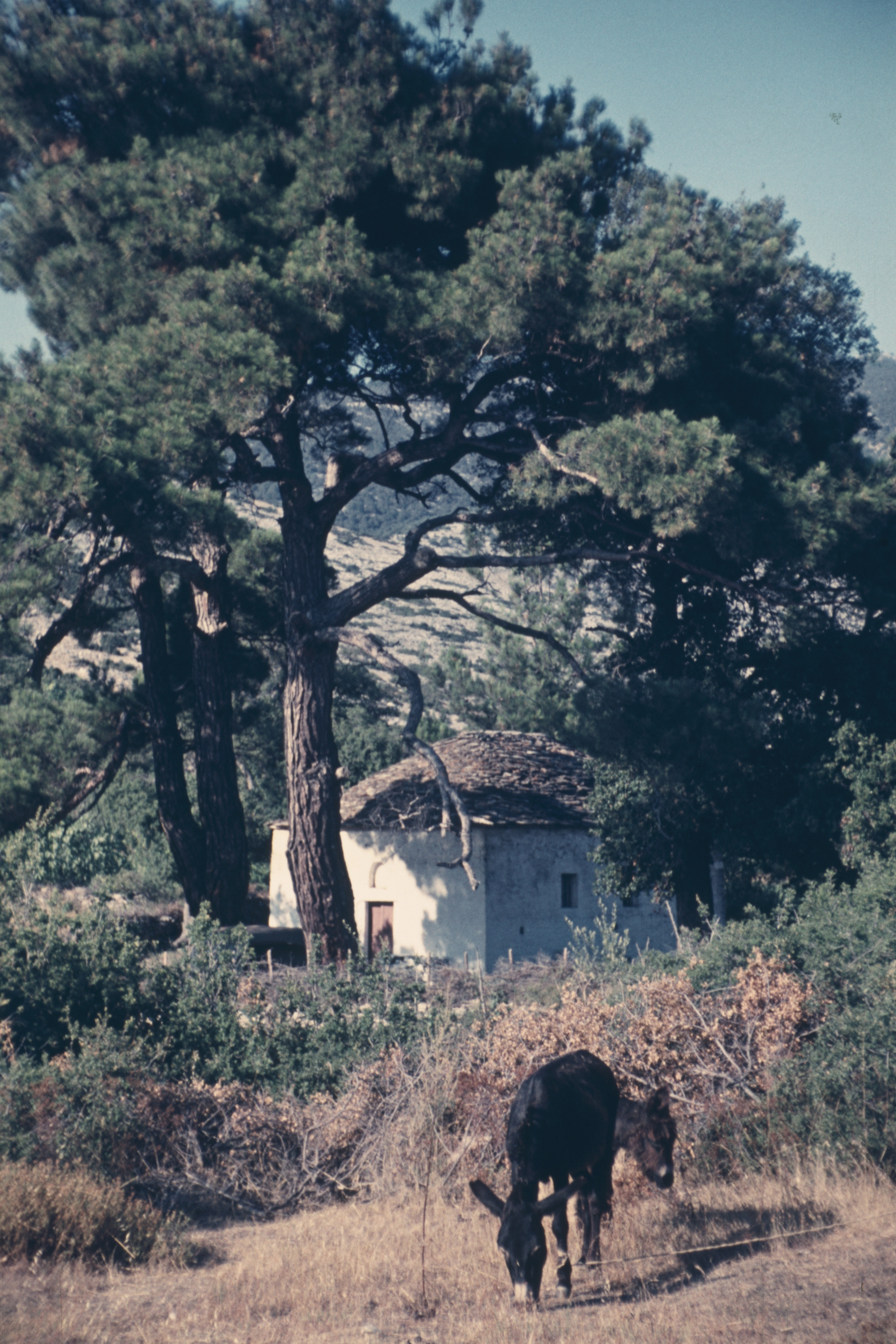
Agios Georgios vor Theologos (1957)

Theologos (griechisch Θεολόγος (m. sg.)), unter türkischer Herrschaft Tolos (Τολός), ist ein Bergdorf im Südwesten der Insel Thasos, etwa 11 km nordöstlich von Potos.
Der Ort liegt am Westhang eines flach eingesenkten, nordost-südwestlich verlaufenden Taleinschnittes. Am Osthang finden sich auf einer Erstreckung von etwa 500 m die überwachsenen Fundamente eines ehemaligen, mittelalterlichen Ortsteils, östlich davon abgesetzt die Spuren eines Kastells, das unter den Gattilusio vom Inselverwalter Umberto Grimaldi Mitte des 15. Jahrhunderts erbaut worden sein soll. Dieser Bereich der Ansiedlung soll von maltesischen Piraten zerstört worden sein.
Den zweiten Aufschwung erlebte Theologos nach dem Fall von Konstantinopel. Höhere Beamte und Angestellte des letzten byzantinischen Kaisers Konstantin XI. Palaiologos flohen nach Thasos, wo sie zwei Siedlungen, die der oberen Bürger in Theologos und der unteren im Abstand von einer Stunde, in Kastro, gründeten.
Unter ägyptischer Lehensherrschaft des Muhammad Ali Pascha, auch genannt „Pascha von Ägypten“, wurde Theologos 1813 zum Hauptort und Verwaltungssitz der Insel und genoss viele Privilegien. Es siedelten sich hier zahlreiche Osmanen und höhere ägyptische Beamte an. 1856 hatten sich insgesamt 240 Familien niedergelassen. Theologos war der bevölkerungsreichste Ort der Insel mit einem Landbesitz, der sich an der Südostseite der Insel von Koinyra (Κοίνυρα) bis nach Potos (Ποτός), dem Landeplatz von Theologos, erstreckte.
Die in Theologos ansässige einflussreiche und vermögende Familie der Chatzi hatte das erbliche Amt des Başçorbacı oder Proedros von Thasos von 1831 bis 1874 inne. Im griechischen Befreiungskampf zwangen 1821 die thasischen Aufständischen unter dem Proedros Chatzi Giorgis (Χατζή Γιώργης), die osmanischen Besatzungskräfte zum Verlassen der Insel. Sehenswert ist das restaurierte Anwesen der Chatzis (Χατζής) in Theologos. Mit der Flüchtlingswelle aus Kleinasien erlebte der Ort 1922 einen starken Zuwachs an griechischen Zuwanderern.
Im Bürgerkrieg 1944–1950 war die erste Tote auf Thasos Laskarouda Sakouli (Λασκαρούδα Σακούλη), eine junge Frau, die bei einer Demonstration vor der Polizeistation von Theologos ermordet wurde. Das umliegende hohe Gebirge war Operationsbasis der Antartes, 1948 noch für eine Gruppe von 5 bis 7 Mann, unter Dimitri Manolitsos (Δημήτρη Μανωλίτσο).